# مرغ کریچ‌ساز بزرگ
مرغ کریچ‌ساز بزرگ (نام علمی: Chlamydera nuchalis) نام یک گونه از سرده رداگردن‌ها است.